# Филиппова, Августина Николаевна
Августина Николаевна Филиппова (при рождении Августа Николаевна Кононова; родилась 1 августа 1948 года в Кировском наслеге, Горный улус, Якутская АССР.) — советский и российский художник, модельер, философ, педагог, писатель.

## Биография
Родилась 1 августа 1948 года в семье Ульяны Матвеевны и Николая Васильевича Кононовых, в Кировском наслеге, Горный улус, Якутская АССР.
Мама рассказывала дочери, что при её рождении присутствовала женщина, которая предрекла ей судьбу «шаманить» с шитьём. Увидев, как отец отрезает новорожденной пуповину ножницами, она воскликнула: «родилась девочка, камлающая с ножницами!» . Отец был мастером кузнечного и ювелирного ремесла. Прапрадедушка Августины был практикующим шаманом, а бабушка Дарья, травница-колдунья, знала тайны лечебных трав и растений, научила её общаться с деревьями, травами, цветами и птицами
1968—1969 — учёба в Якутском культурно — просветительском училище, старейшем учебном заведении культуры в Республике Саха (Якутия) по специальности «режиссёр народного театра» ; одновременно училась в хореографическом классе первой якутской балерины А. В. Посельской. Августина с юности выделялась среди своих сверстников своеобразным мироощущением, ярким художественным восприятием окружающего мира : так, будучи студенткой, инициировала открытие в Якутском художественном училище имени П. П. Романова отделения современной национальной одежды, где увлечённо претворяла в жизнь свои творческие замыслы.
1981 — окончила театрально-декорационное отделение Якутского художественного училища им. П. П. Романова по специальности «художник-декоратор» под руководством талантливого сценариста и театрального художника, заслуженного деятеля искусств ЯАССР Владимира Давыдовича Иванова. Дипломная работа по спектаклю «Отелло» Шекспира, была высоко оценена комиссией и рекомендована для участия в выставке российских учебных заведений в Москве.
2013 — окончила Педагогический институт, Северо-Восточный федеральный университет имени М. К. Аммосова

## Педагогическая и просветительская деятельность
1969—1990 — культурная и педагогическая деятельность в Амгинском улусе.
Начало трудовой деятельности Августины Филипповой тесно переплетено с клубной и преподавательской деятельностью: с народными театрами, преподаванием рисования. Имея специальность художника-декоратора, она начала создавать не только эскизы костюмов, декорации к различным театрально-художественным постановкам, но и воплощать задуманное в качестве режиссёра, пишет сценарии, работает с народными мастерами. Работая в детской музыкальной школе Горного улуса, раскрыла в себе талант дизайнера костюмов и декораций, открыла студию театра моды «Сир симэхтэрэ». Её первые постановки якутского героического эпоса «Ньургун Боотур», «Долина стерхов», создание театра моды — стали стартовой площадкой раскрытия многогранного творческого таланта в профессиональной сфере культуры.
1990—1996 — создание и руководство Молодёжным Театром моды «Юрюнг Чемчуук» в Горном улусе.
Начиная с 1996 года, Августина Николаевна работает над созданием эксклюзивного и авангардного костюма с национальным колоритом в стиле Art-Fashion. Глубокий интерес к мифологии, фольклору привёл к жанру фэнтези. С творчеством А. Н. Филипповой связано возникновение новых художественных образов и технологий в изготовлении одежды и аксессуаров в национальном костюме северян. Художественно-образное обожествление сил и явлений природы родной Якутии отражено в коллекции «Олонхо в стиле фэнтэзи». Создавая модели «Айыы Куо», «Туйаарыма Куо», «Чысхаан», «Чолбон» символически и магически зрелищными, она призывает современников восхищаться родной природой и передаёт через свои модели первозданную красоту земли Олонхо. С 2008 — доцент кафедры технологии и предпринимательства Педагогического института ЯГУ (Северо-Восточный федеральный университет имени М. К. Аммосова).
2010 — заведующая учебно-научной лаборатории прогрессивных технологий дизайна и декоративно-прикладного искусства при кафедре технологии Педагогического института в селе Бердигестях в Горном улусе.
За все время преподавательской деятельности ею подготовлено не одно поколение учеников, мастеров которые сейчас являются ведущими модельерами в отрасли лёгкой промышленности Республики Саха (Якутия).
Под её руководством в университете создана театр-студия для студентов института, который успешно выступает не только в Ректорских смотрах СВФУ (2010, 2012 гг.), но и в рамках многочисленных республиканских, всероссийских, международных фестивалей различного рода. На базе учебно-научной лаборатории осуществлён совместный проект с народными мастерами из Амгинского улуса по национальному шитью, разработан проект этно-усадьбы «Сээркээн Сэьэн», положено начало конкурса в поддержку молодых дизайнеров по пропаганде свадебного наряда в национальном якутском стиле (2015). В лаборатории проходят технологическую практику студенты университета, колледжа технологии и дизайна. Учатся основам национального шитья и декора одежды. В 2014 г. успешно выступила с докладом на пленарном заседании Международной
Ведётся подготовка руководителей студий декоративно — прикладного искусства для общеобразовательных школ, театров, студий, домов культур, творческих мастерских, учреждений дошкольного образования. Августина Николаевна ведёт курсы обучения по специализациям «Прикладная культура», «Культурология», ведёт экспериментальные дисциплины: художественное проектирование модели, конструирование одежды, (аппликация, технология батика) искусство шитья и вышивки, технология обработки материала (работа с кожей, мехом, конским волосом, бисером), ювелирное искусство (миниатюры из мамонтовой кости). Работы учеников становились лауреатами всесоюзных конкурсов моделирования национального костюма в России и зарубежных странах. Совмещала профессиональную деятельность с общественной работой, руководила дамским клубом «Золотая осень» для женщин с нестандартной фигурой.
Одной из областей творчества А. Н. Филипповой является живопись и книжная графика. Пейзажи и натюрморты, написанные и акварелью, и маслом отличаются лирическим настроением и выражают своё видение автора, круг её этнофилософских размышлений. Все ручейки её вдохновения питаются одним мощным источником под названием народная мудрость и природа.
Августина Николаевна как общественный деятель, много ездит по Республике с публичными выступлениями, проводит мастер — классы, а также ежегодно принимает участие в различных мероприятиях по России и за Рубежом. Персональные выставки Августины Николаевны были организованы в Якутске (1996, 2004, 2008 гг.), Москве (1998 г.), Баку (1999 г.), в Италии (2002 г.), Санкт-Петербурге (2005 г.), в Канаде г. Торонто (2012 г.), во Франции (2011 г.), в рамках дней Якутии в г. Москва (2012 г.).

## Коллекциография
В числе наиболее известных коллекций мастера следующие коллекции :
1. 1996 — 2003 Алмазы Якутии , показ в Доме Моды Славы Зайцева (г. Москва, 1996); гостиничный комплекс Дагомыс (г. Сочи, 1998), г. Онфлер (Франция), г. Баку (Азербайджан,1998); Канны (Франция, 2000); Кремль, (Москва, 2003); Рим (Италия, 2004).
- Берестяночка (1994),
- Сыспай Куо (1994),
- Сарыада (1994),
- Северная принцесса (1994),
- Чёрный стерх Удаганка (1995),
- Айыы Куо (1996),
- Хаарчаана (1996),
- Туйаарыма Куо (1997),
- Урун Чемчуук — Кыталык (1998),
- Эллэйада (1998),
- Сибирячка (1998).

2. 2003 — 2017 Мифы Якутии , показ в Крокус Сити Холл (г. Москва), Рим (Италия); Галерея Безпала-Браун ,( г. Торонто, Канада, 28 октября 2011)
- Кыталык Куо (1994),
- Иэйии МУЗА (2000),
- Чысхаан / Властелин Холода (2002),
- Чолбон / Утренняя Звезда (2003),
- Дева Алмазного края (2003),
- Сээркээн Сэһэн / Сказитель мифов (2004),
- Лисица-Дарица (2007),
- Туймаада (2008),
- Кыыс Амма (2008),
- Хомус (2008),
- Куннэй Куо (2010),
- Небесная невеста (2017).

3. 1997 — 2017 Олонхо , показ на открытии Музея Августины Филипповой в с.Бердигестях Горного улуса Республике Саха (Якутия), 2010)
- Туйаарыма (1997),
- Ньургун Боотур (2007),
- Урун Уолан (2007),
- Кыыс Кыскыйдаан (2007),
- Куннэй Куо (2010),
- Орто Дойду (2014).

4. 2002 — 2012 Царство Вечной Мерзлоты , показ в рамках ежегодного фестиваля «Зима начинается с Якутии» г. Якутск с 2011 г.
- Чысхаан (2002),
- Чолбон (2003),
- Муус Кудулу / Хозяйка Ледовитого океана (2003),
- Сээркээн / Сказитель мифов (2004),
- Пшеничка (2009),
- Хаар Уллуктэй / Госпожа Зима, Укрывающая Снегом (2012).

5. 2017—2019 Симфония Вечной мерзлоты показ на Международной неделе Моды Estet Fashion Week (г. Москва, 2017); Открытие галереи Августины Филипповой в ювелирном доме «Киэргэ», Якутск, Республика Саха (Якутия); Мариинский Театр (г. Санкт-Петербург, 2019) .
- Северная принцесса (1994),
- Маленькие Снежинки (2015),
- Хомус (2016),
- Долганочка (2017),
- Северянка (2017),
- Сир симэһэ / Цветы Земли (2017),
- Небесная невеста (2017).

6. 2004—2019 У Лукоморья показ в Государственном Театре Оперы и Балета (г. Якутск, Республика Саха (Якутия), 2004, 2009, 2019 гг.)
- Панно — Плащ Волшебника
- Царица
- Царевна-Лебедь
- Царь Гвидон

7. 1994—2018 Духи Природы
- Хотун Булуу/ Госпожа Вилюй — река
- Амма / Амга река
- Шаманка (1994, 2004),
- Сарыада (1994),
- Берестяночка (1994),
- Эллэйада (1994,1998),
- Сыспай Куо (1994),
- Кыыдаана (2018).

Все коллекции имеют обширную отечественную и зарубежную прессу

## Награды
- Почетное звание «Заслуженный работник культуры Республики Саха (Якутия)» , 20 октября 2003.
- Лауреат Фонда содействия развитию культуры, науки, образования «Во славу и пользу республики», 2007.
- Нагрудный знак «Почетный гражданин Амгинского наслега» , 12 октября 2012.
- Почетное звание «Почетный работник сферы образования Российской Федерации», ноябрь 2012.
- Почетная грамота Министерства образования и науки РФ
- Знак «За вклад в развитие малого и среднего предпринимательства в Республике Саха (Якутия)»
- Знак отличия "Гражданская доблесть " в честь Дня Республики Саха (Якутия), 24 марта 2019
- Почетный знак Северо-Восточного федерального университета имени М. К. Аммосова «Слава и Величие» , 24 марта 2019.

## Участие в конкурсах, выставках и фестивалях
- 1982 г. — республиканская художественная выставка «Художники театра» (г. Якутск). 1 место Диплом.
- 1994 г. — Лауреат конкурса моды «Саhар5а» РС(Я) (г. Якутск).
- 1996 г., апрель — III м. конкурс профессиональных художников-модельеров памяти Н.Ламановой в салоне Славы Зайцева (г. Москва).
- 1996 г., октябрь — фестиваль «Русское кино» (г. Онфлер, Франция).
- 1998 г., октябрь. — фестиваль российской моды «Бархатные сезоны» (г. Сочи).
- 1998 г., ноябрь — Международная передвижная выставка художников-дизайнеров Раф-Люкс «Человек-Костюм-Среда» (г. Баку).
- 1999 г., август — V фестиваль русского кино «Россия — Новый век» (г. Канны, Франция).
- 2003 г. на Международном конкурсе национального костюма «Крокус Сити Молл» (г. Москва). Гран-при в номинации «Лучшие из лучших» за коллекцию «Алмазы Якутии» (17 декабря 2003 г. Кремль, г. Москва).
- 2004 г., октябрь — фестиваль «Россия-Италия сквозь века».
- 2013 г. — дипломант I Евразийского конкурса высокой моды «Этно-эрато» .
- 2017 г. Международная ювелирная неделя моды в Estet Fashion Week, г. Москва.
- 2019 г. в Госсобрании (Ил Тумэн) 21 марта состоялся круглый стол «О развитии этнокультурного потенциала креативной экономики Республики Саха (Якутия)», приуроченный к 25-летию творческой деятельности художника-модельера, члена Союза художников России, заслуженного работника культуры Якутии Августины Филипповой.

## Персональные выставки
Работы Августины Филипповой были представлены более чем в 20 персональных выставках в России и за рубежом
- 1996 — коллекция «Мифы Якутии» в Доме Моды российского художника-модельера Вячеслава Зайцева, Москва, Россия.
- 2004 — Якутск, Республики Саха (Якутия)
- 1998 — Москва, Россия.
- 1998 — Баку, Азербайджан.
- 1999 — Канны , Франция
- 2003 — Коллекция «Алмазы Якутии».
- 2004 — Рим, Италия .
- 2004 — Неделя творчества Августины Филипповой , Республики Саха (Якутия).
- 2008 — Якутск, Республики Саха (Якутия)
- 2005 — Санкт-Петербург, Россия
- 2010 — Открытие Музея Августины Филипповой , Бердигестях в Горном улусе, Республики Саха (Якутия).
- 2012 — Торонто , Канада
- 2017 — Показ коллекции «Симфония вечной мерзлоты», Москва, Россия.
- 2018 — Открытие галереи Августины Филипповой в ювелирном доме «Киэргэ» , Якутск, Республики Саха (Якутия).
- 2019 — Выставка «Дар богини Иэйиэхсит», Национальный художественный музей Республики Саха (Якутия).